# Manfred Burgsmüller
Manfred Manni Burgsmüller  (ur. 22 grudnia 1949 w Essen, zm. 18 maja 2019 tamże) – niemiecki piłkarz, jeden z najlepszych strzelców w historii Bundesligi (213 bramek w 447 występach).

## Kariera
Zaczynał grę w VFB Recklinghausen 08, gdy miał 7 lat. W wieku 20 lat postanowił opuścić klub i za namową brata przenieść się do Rot-Weiss Essen. Trenerem tego pierwszoligowego klubu był Herbert Burdenski, który dał szansę zadebiutować w Bundeslidze młodemu Manfredowi 27 września 1969 roku w spotkaniu z VfB Stuttgart. W 1971 roku został sprzedany do Bayeru Uerdingen, gdzie spędził kolejne dwa lata. W drugim sezonie został królem strzelców zachodniej ligi regionalnej, co doprowadziło do powrotu Burgsmüllera do Essen. 25 letni zawodnik był już wtedy na celowniku RSC Anderlecht oraz Borussii Dortmund, jednak wybrał Rot-Weiss i grę u boku Williego Lippensa. Dwa sezony, podczas których zagrał w 64 spotkaniach i strzelił 32 bramki, sprawiły, że znalazł się na celowniku wielu potentatów lig europejskich, jednak wybrał ofertę klubu ze środka tabeli Borussii Dortmund.
27-letni Manni, jak nazywali go kibice, trafił do klubu prowadzonego przez charyzmatycznego Otto Rehhagela, w tym też klubie grał najlepiej w swojej karierze. Przez 7 lat gry w westfalskim klubie grał jak z nut. W 251 występach dla drużyny z Westfalenstadion strzelił aż 158 bramek, co czyni go najskuteczniejszym graczem w historii Borussii Dortmund. Od roku 1979 przejął opaskę kapitańską od Lothara Hubera. Nosił ją aż do 1983 roku, gdy postanowił opuścić Dortmund. Przeszedł do 1. FC Nürnberg, gdzie grał przez kolejny sezon. Po roku przeniósł się Rot-Weiss Oberhausen, gdzie zdobył tytuł króla strzelców 2 Bundesligi (w 35 występach zdobył 29 bramek i wyprzedził drugiego w klasyfikacji Pascala Notthoffa o 16 bramek). 36-latek trafił nad Morze Północne do Bremy, by w barwach Werderu stworzyć wraz z Frankiem Neubarthem jeden z najbardziej bramkostrzelnych duetów Bundesligi. Po roku powrócił do Oberhausen, gdzie spędził kolejny sezon. Po zakończeniu sezonu Werder zdecydował się wykupić 37-letniego gracza za 150 tysięcy marek, co uczyniło go najdroższym 37-latkiem świata piłkarskiego. Mimo wieku grał regularnie w barwach bremeńskiego klubu, aż do 12 maja 1990 roku, gdy w wieku 41 lat zagrał ostatni mecz ligowy przeciwko Bayerowi 04 Leverkusen. Tydzień później wystąpił jeszcze w spotkaniu o Puchar Niemiec, przegrany przez Werder 2-3 z Kaiserslautern, jednak sam zawodnik na pożegnanie z futbolem strzelił jedną z bramek.
Po zakończeniu kariery piłkarskiej zajął się prowadzenie działalności sportowej na polu gospodarczym. Założył agencję marketingową zajmującą się sportem, negocjującą m.in. z Reebokiem kwestie sponsorowania Werderu Brema.
W 1996 roku podpisał kontrakt z drużyną Rhine Fire Düsseldorf występującą w lidze futbolu amerykańskiego. Występował w tej drużynie do 2002 roku, gdy w wieku 53 lat zrezygnował z kariery sportowca. W styczniu 2005 roku został trenerem występującego w regionalnej lidze Dortmundu klubu SSV Hacheney.

## Osiągnięcia
- Finalista Pucharu Niemiec (Werder Brema (1989, 1990)
- Mistrz Niemiec (Werder Brema 1988)
- Wicemistrz Niemiec (Werder Brema 1986)
- World Bowls (Rhein Fire Düsseldorf) (1998 oraz 2000)

## Statystyki
- W Bundeslidze zagrał w 447 meczach, strzelając 213 bramek i notując 42 żółte kartki.
- W 2 Bundeslidze zagrał w 57 meczach, strzelając 37 bramek.
- Zagrał w 3 spotkaniach reprezentacji Niemiec